# Neureclipsis bimaculata
Neureclipsis bimaculata is een schietmot uit de familie Polycentropodidae. De soort komt voor in het Palearctisch en het Nearctisch gebied.